# ヒャッキン!〜世界で100円グッズを使ってみると?〜
『ヒャッキン!〜世界で100円グッズ使ってみると?〜』（ヒャッキン せかいでひゃくえんグッズつかってみると）は、2017年10月24日から2019年3月12日までテレビ東京系列局で放送されていたバラエティ番組である。通称『ヒャッキン!』。

## 概要
日本が誇る100円グッズ（100円ショップで販売されている主に日常小物）を日本国外へ持っていき、現地の人々の反応を調査する番組。進行役は、テレビ東京アナウンサーの角谷暁子が務めている。
番組は2015年11月30日、2017年3月13日、同年7月31日にパイロット版を放送した後、2017年10月24日にレギュラー放送を開始した。レギュラー版の放送時間は毎週火曜 18:55 - 19:54 （日本標準時）で、初回は20:54までの2時間スペシャルで放送された。
ゲストは1回の放送につき基本4人が出演した。当初はいわゆるママタレントにほぼ限定されていたが、2018年7月以降は独身の女性タレントも出演するようになった。男性のゲストは後述の通り唐沢寿明と亀梨和也の2人だけで、両者とも番宣を目的とした出演であった。
2018年11月20日の放送では特別企画として100円グッズではなく日本で売られている便利な掃除グッズをイタリアとドイツへ持っていき、そのグッズで掃除の手助けをするという内容を放送した。
前番組の『ウソのような本当の瞬間!30秒後に絶対見られるTV』と同様、『ありえへん∞世界』と交互に2時間スペシャルを組むことがほとんどで、結果的に毎回2時間スペシャルとして放送される一方で通常編成での59分枠として放送されることが1度もないまま、2019年3月12日をもって終了した。また、放送回数も夕方に編成された1回を含めて31回と、6クール（1年半）の放送期間に対して実質2クール強（半年強）並みの回数であった。

## 出演者
- 角谷暁子（テレビ東京アナウンサー） - 進行

## 登場する百均グッズ取扱店
- DAISO（ダイソー）
- Seria（セリア）
- キャンドゥ（Can☆Do）
- ワッツ(watts)

## 放送リスト

### パイロット版
| 回 | 放送日         | 放送時間      | 持って行った国                   | 進行役                                   | ゲスト                                             |
| -- | -------------- | ------------- | -------------------------------- | ---------------------------------------- | -------------------------------------------------- |
| 1  | 2015年11月30日 | 18:57 - 21:00 | カンボジア、モロッコ、ペルー     | （なし）                                 | 中尾明慶、山田親太朗、佐藤唯（リポーター）         |
| 2  | 2017年3月13日  | 20:00 - 21:54 | ブータン、ジャマイカ、イギリス   | 紺野あさ美（当時テレビ東京アナウンサー） | 榊原郁恵、北斗晶、山口もえ、藤本美貴               |
| 3  | 2017年7月31日  | 20:00 - 21:54 | イタリア、ノルウェー、モルディブ | 角谷暁子（テレビ東京アナウンサー）       | 榊原郁恵、三船美佳、小倉優子、藤本美貴、ギャル曽根 |

### レギュラー版
| 回 | 放送日          | 持って行った国                                               | ゲスト                                              | 備考                             |
| -- | --------------- | ------------------------------------------------------------ | --------------------------------------------------- | -------------------------------- |
| 1  | 2017年 10月24日 | イタリア、フランス                                           | 榊原郁恵、北斗晶、安田美沙子、ギャル曽根            | 2時間スペシャル（18:55 - 20:54） |
| 2  | 10月31日        | スウェーデン、ブラジル、カナダ                               | 松嶋尚美、安めぐみ、小倉優子、関根麻里              | 2時間スペシャル（18:55 - 20:54） |
| 3  | 11月14日        | モンゴル、シンガポール                                       | 堀ちえみ、はしのえみ、小倉優子、鈴木亜美            | 2時間スペシャル（18:55 - 20:54） |
| 4  | 11月28日        | ドイツ、クロアチア                                           | 奈美悦子、北斗晶、安めぐみ、藤本美貴                | 2時間スペシャル（18:55 - 20:54） |
| 5  | 12月19日        | イタリア                                                     | 木佐彩子、辻希美、小倉優子、浅尾美和                | 2時間スペシャル（18:55 - 20:54） |
| 6  | 12月28日（木）  | ブータン、カナダ、シンガポール、ブラジル                     | （なし）                                            | 16:55 - 18:55に放送。            |
| 7  | 2018年 1月9日   | モナコ、フランス、ギリシャ、オランダ                         | 北斗晶、小倉優子、ギャル曽根、田中理恵              | 2時間スペシャル（18:55 - 20:54） |
| 8  | 1月23日         | スイス、イギリス                                             | 榊原郁恵、北斗晶、東尾理子、安田美沙子              | 2時間スペシャル（18:55 - 20:54） |
| 9  | 2月13日         | ギリシャ、ミャンマー、タイ                                   | 三田寛子、生稲晃子、関根麻里、小倉優子              | 2時間スペシャル（18:55 - 20:54） |
| 10 | 2月27日         | 香港、ドイツ                                                 | 菊池桃子、北斗晶、安めぐみ、藤本美貴                | 2時間スペシャル（18:55 - 20:54） |
| 11 | 3月13日         | スペイン、イタリア                                           | 西田ひかる、木佐彩子、辻希美、安田美沙子            | 2時間スペシャル（18:55 - 20:54） |
| 12 | 3月27日         | フランス、ベルギー、シンガポール                             | 北斗晶、はしのえみ、丸岡いずみ、小倉優子            | 2時間スペシャル（18:55 - 20:54） |
| 13 | 4月24日         | イギリス、オーストリア、フィリピン                           | 渡辺美奈代、小倉優子、優木まおみ、ギャル曽根        | 2時間スペシャル（18:55 - 20:54） |
| 14 | 5月15日         | ジョージア、ケニア、ニュージーランド                         | 早見優、北斗晶、熊田曜子、小倉優子                  | 2時間スペシャル（18:55 - 20:54） |
| 15 | 5月29日         | イタリア、インドネシア、スイス                               | デヴィ夫人、松本明子、安田美沙子、藤本美貴          | 2時間スペシャル（18:55 - 20:54） |
| 16 | 7月3日          | スペイン、アメリカ（ハワイ）<ヒャッキン総選挙>               | 松本明子、北斗晶、丸山桂里奈、ブルゾンちえみ        | 2時間スペシャル（18:55 - 20:54） |
| 17 | 7月24日         | アメリカ（ニューヨーク）、オランダ                           | 北斗晶、関根麻里、安達祐実、みちょぱ                | 2時間スペシャル（18:55 - 20:54） |
| 18 | 8月21日         | フランス、スイス                                             | 榊原郁恵、眞鍋かをり、藤本美貴、小倉優子            | 2時間スペシャル（18:55 - 20:54） |
| 19 | 9月4日          | ポルトガル、ギリシャ（サントリーニ島）、マルタ               | 北斗晶、中村仁美、ギャル曽根、足立梨花              | 2時間スペシャル（18:55 - 20:54） |
| 20 | 9月18日         | イギリス、チェコ                                             | 北斗晶、渡辺満里奈、小島瑠璃子、村上佳菜子          | 2時間スペシャル（18:55 - 20:54） |
| 21 | 10月16日        | イタリア、ドイツ<ヒャッキン総選挙>                           | 唐沢寿明、デヴィ夫人、松本明子、北斗晶、安田美沙子  | 2時間スペシャル（18:55 - 20:54） |
| 22 | 10月23日        | フランス                                                     | 榊原郁恵、ブルゾンちえみ、丸山桂里奈、小倉優子      | 2時間スペシャル（18:55 - 20:54） |
| 23 | 11月6日         | イタリア、エストニア、ラトビア                               | 朝日奈央、はしのえみ、北斗晶、みちょぱ              | 2時間スペシャル（18:55 - 20:54） |
| 24 | 11月20日        | ドイツ、イタリア                                             | 榊原郁恵、小島奈津子、関根麻里、松井珠理奈（SKE48） | 2時間スペシャル（18:55 - 20:54） |
| 25 | 12月11日        | フィジー、フィンランド、ノルウェー                           | 井森美幸、IKKO、河北麻友子、ギャル曽根              | 2時間スペシャル（18:55 - 20:54） |
| 26 | 12月18日        | 100円グッズ年間大賞                                          | 亀梨和也、本田翼、北斗晶、小倉優子、横澤夏子        | 2時間スペシャル（18:55 - 20:54） |
| 27 | 2019年 1月8日   | イタリア（ベネツィア）、クロアチア（ドゥブロヴニク）、タヒチ | デヴィ夫人、榊原郁恵、ギャル曽根、ブルゾンちえみ    | 2時間スペシャル（18:55 - 20:54） |
| 28 | 1月22日         | ナミビア、アルゼンチン                                       | （なし）                                            | 2時間スペシャル（18:55 - 20:54） |
| 29 | 2月5日          | 台湾、ドイツ、チェコ、オーストリア                           | 北斗晶、木佐彩子、みちょぱ、安めぐみ                | 2時間スペシャル（18:55 - 20:54） |
| 30 | 2月19日         | スペイン、メキシコ                                           | （なし）                                            | 2時間スペシャル（18:55 - 20:54） |
| 31 | 3月12日         | カナダ、メキシコ、台湾、小豆島                               | 榊原郁恵、北斗晶、小倉優子                          | 2時間スペシャル（18:55 - 20:54） |

## スタッフ

### パイロット版
- ナレーター：真地勇志、逸見友惠
- 構成：川上テッペイ、小高弘嗣、石原慎也、白武ときお、鈴木遼
- TD：近藤剛史
- 映像：長沼伸明 → 佐藤誠二（第3回）
- カメラ：西村光平 → 田中圭介（第3回）
- 音声：松岡努 → 門脇茂威（第3回）
- 照明：高柴圭一
- デザイン：三重野基
- 美術進行：小谷恵
- 技術協力：テクノマックス、テレビ東京アート
- タイトル・CG：島崎巨展、坂口真希
- メイク：山田かつら（第3回）
- 編集・MA：aai
- 音効：吉田塁
- 番宣：澁谷牧代
- AP：神山亜弓
- デスク：田中彩菜
- ロケ技術：極東電視台、港家（第2回）、ディープ、ビッグボイス（第2・3回）、オフィスて・ら（第3回）
- ロケコーディネート：Air&Travel Marketing、テレサーチ、JAM ROCK （第2回）、m&m、西山ももこ Chiyoba japan service （第3回）
- FD：江野沢新介（第2回） → 吉川翔（第3回）
- 制作進行：李炳錫
- AD：高橋佑佳（第2・3回）、松澤啓、近藤ありさ（第2回）、天間由貴、馬目杏菜、臼井舞花、柿坂陽美（第3回）
- ディレクター：高橋久直（第2回）、平元潤、太田大介（第2・3回）、ヨシダマリ（第3回）
- 演出：西古屋竜太
- 総合演出：福本俊二
- プロデューサー：内田久善、小川隆蔵（第3回）
- チーフプロデューサー：斎藤勇（第2回） → 深谷守（第3回）
- 制作協力：Q inc.
- 製作著作：テレビ東京

### レギュラー版
- ナレーター：真地勇志、逸見友惠
- 構成：小高弘嗣、山下直美、川上テッペイ、石坂伸太郎（毎週）、白武ときお、さとうだい、今田佑、鈴木遼、石原慎也、小西幸一郎、コマツ隆太、染谷正人、ゴージャス染谷（週替り）
- ブレーン：タケト（2017年11月14日 -）
- TD：近藤剛史、野瀬一成、西村光平
- 映像：佐藤誠二、入江俊之、三浦宏一
- カメラ：野瀬一成、丸山真平、西村光平、為末和寛、木塚裕紀
- 音声：門脇茂誠、佐藤達也、永久保仁志、場面由香里
- 照明：高柴圭一、土谷彩加
- デザイン：三重野基
- 大道具：佐藤隆幸
- 小道具：館直樹
- アクリル装飾：是安弘樹
- 電飾：松村真一
- 技術協力：テクノマックス、テレビ東京アート、リトルベア
- タイトル・CG：島崎巨展、坂口真希
- メイク：山田かつら
- 編集・MA：ジーリンクスタジオ
- MA：岡田晋一（aai）
- 音効：吉田塁
- 番宣：澁谷牧代→林拓真
- デスク：田中彩菜
- ロケ技術：ディープ、イメージランド、T-TEX、根岸仙史、山本祐吉、Leonardo Yamaguchi、象、萩原章、塚本達郎、岡田栄、富沢剛、菅野一哉、永石秀行、倉島健一、星野洋平、ディープ、港家、バンエイト、杉山幸司、DEEP、fps Progress、新井裕康、関根智之、ファーストハンド、BULL BULL、片井裕介、山本祐吉、後藤俊輔、エムズプロ（週替り）
- ロケコーディネート：DUO Creative Communications,lnc.、m&m mediaservices srl、GALILEE PRODUCTION、矢作ルンドベリ智恵子、NATIVE BRASIL、井上操、衣袋智子、エピックツアーズ、河内秀子、横川悦子、アジアヴォックス、ディーコード・ジャパン、NZ NetworK、マックスサファリ、真覚久美子、守屋照美、KMAインターフェイス、トップシーン（週替り）
- AD：木村直美（毎週）、高橋佑佳、馬目杏菜、銭慧文、藤井正幸、田村涼介、山本康二、三澤光輝、寺井克徳、青山詩和里、高橋汐里、足立力也、川島達樹、川口芙茶子、吹上輝、藤原康太、渡辺聖也、高山香織、加藤稜馬(磨)、長谷川健喜、浅田健太、吹上未来、守野春花、中村雄大、伊藤峻介、斎藤沙由紀、角春佳（週替り）
- AP：李炳錫（1回目は制作進行名義）、山崎薫、沢口恵美、井上真莉奈、長篤志、神山亜弓（週替り）
- ディレクター：深代琢也、太田大介、見崎陽亮、西川治彦、中野伸郎、伊部玲王(央)奈、黒川和樹、宮本智仁、八木央、丹羽秀樹、市島竜也、根本太郎、小玉悟、宮田耕介、池田修大、五十嵐健太、澤地圭介、高橋康弘、久保基樹、日馬太郎、山本清志郎、高山利成、島袋みさと、寺尾幸星、清水悠貴、如沢大介、小亀聡史、宮田耕介、鈴木博久、中野成美（週替り）
- 演出：西古屋竜太（毎週）、清水友也、尾崎義史、吉川翔、鈴木慶昭（吉川・鈴木→共にディレクター回あり）（週替り）
- 総合演出：福本俊二
- プロデューサー：内田久善、小川隆蔵、角田康治（毎週）、笹野健太郎、井坂周二、植原孝頼、芦田政和、阿部裕、福田昌彦、関根由美子（週替り）
- チーフプロデューサー：深谷守
- 制作協力：Q Inc.（毎週）、Television field、JUMP、ローリング、花組（週替り）
- 製作著作：テレビ東京

## ネット局
| 放送対象地域   | 放送局           | 系列           | 放送日時                     | 放送期間                       | ネット状況 | 備考             |
| -------------- | ---------------- | -------------- | ---------------------------- | ------------------------------ | ---------- | ---------------- |
| 関東広域圏     | テレビ東京       | テレビ東京系列 | 火曜 18:55 - 19:54           | 2017年10月24日 - 2019年3月12日 | 同時ネット | 制作局           |
| 北海道         | テレビ北海道     | テレビ東京系列 | 火曜 18:55 - 19:54           | 2017年10月24日 - 2019年3月12日 | 同時ネット |                  |
| 愛知県         | テレビ愛知       | テレビ東京系列 | 火曜 18:55 - 19:54           | 2017年10月24日 - 2019年3月12日 | 同時ネット |                  |
| 大阪府         | テレビ大阪       | テレビ東京系列 | 火曜 18:55 - 19:54           | 2017年10月24日 - 2019年3月12日 | 同時ネット |                  |
| 岡山県・香川県 | テレビせとうち   | テレビ東京系列 | 火曜 18:55 - 19:54           | 2017年10月24日 - 2019年3月12日 | 同時ネット |                  |
| 福岡県         | TVQ九州放送      | テレビ東京系列 | 火曜 18:55 - 19:54           | 2017年10月24日 - 2019年3月12日 | 同時ネット |                  |
| 岐阜県         | 岐阜放送         | 独立局         | 火曜 18:55 - 19:54           | 2017年10月24日 - 2019年3月12日 | 同時ネット |                  |
| 滋賀県         | びわ湖放送       | 独立局         | 火曜 18:55 - 19:54           | 2017年10月24日 - 2019年3月12日 | 同時ネット |                  |
| 奈良県         | 奈良テレビ       | 独立局         | 火曜 18:55 - 19:54           | 2017年10月24日 - 2019年3月12日 | 同時ネット |                  |
| 和歌山県       | テレビ和歌山     | 独立局         | 火曜 18:55 - 19:54           | 2017年10月24日 - 2019年3月12日 | 同時ネット |                  |
| 青森県         | 青森テレビ       | TBS系列        | 木曜 15:50 - 16:45           | 2017年11月25日 - 不明          | 遅れネット |                  |
| 岩手県         | IBC岩手放送      | TBS系列        | 土曜 13:00 - 13:55           | 2017年11月26日 - 不明          | 遅れネット | [ 注釈 1 ]       |
| 宮城県         | ミヤギテレビ     | 日本テレビ系列 | 不定期放送（主に日曜午後）   | 2018年1月3日 - 2019年7月14日   | 遅れネット |                  |
| 新潟県         | 新潟総合テレビ   | フジテレビ系列 | 日曜 12:00 - 12:55           | 2017年11月13日 - 2019年3月31日 | 遅れネット | [ 注釈 2 ]       |
| 静岡県         | テレビ静岡       | フジテレビ系列 | 水曜 15:50 - 16:45           | 2017年11月22日 - 不明          | 遅れネット |                  |
| 長野県         | 長野放送         | フジテレビ系列 | 土曜 12:55 - 13:55           | 2017年11月25日 - 2019年4月13日 | 遅れネット | [ 注釈 3 ] [ 3 ] |
| 富山県         | 富山テレビ       | フジテレビ系列 | 木曜 0:35 - 1:35（水曜深夜） | 2017年11月30日 - 不明          | 遅れネット |                  |
| 石川県         | テレビ金沢       | 日本テレビ系列 | 土曜 13:30 - 14:25           | 2018年1月13日 - 2019年5月11日  | 遅れネット | [ 注釈 4 ]       |
| 島根県・鳥取県 | 山陰中央テレビ   | フジテレビ系列 | 土曜 16:30 - 17:25           | 2017年11月11日 - 不明          | 遅れネット |                  |
| 広島県         | 広島ホームテレビ | テレビ朝日系列 | 不定期放送（主に土曜午後）   | 2018年3月17日 - 不明           | 遅れネット | [ 注釈 5 ]       |
| 愛媛県         | 南海放送         | 日本テレビ系列 | 土曜 12:55 - 13:50           | 2018年4月29日 - 2019年6月15日  | 遅れネット | [ 注釈 6 ] [ 4 ] |
| 熊本県         | 熊本放送         | TBS系列        | 火曜 23:55 - 翌0:54          | 2017年11月14日 - 不明          | 遅れネット |                  |
| 長崎県         | 長崎文化放送     | テレビ朝日系列 | 土曜 13:00 - 14:00           | 2017年12月9日 - 不明           | 遅れネット |                  |

- テレビ東京系列局としてはあくまでローカルセールス枠での放送であったため、本番組を同時ネットしているテレビ東京系列局および独立局であっても、局の編成の都合により、臨時非ネットもしくは（テレビ東京と同時刻であったとしても）遅れネットになる場合があった。